# Cerro Blanco, Papantla
Cerro Blanco är en ort i Mexiko.   Den ligger i kommunen Papantla och delstaten Veracruz, i den sydöstra delen av landet, 220 km öster om huvudstaden Mexico City. Cerro Blanco ligger 52 meter över havet och antalet invånare är 498.
Terrängen runt Cerro Blanco är varierad. Runt Cerro Blanco är det ganska tätbefolkat, med 230 invånare per kvadratkilometer. Närmaste större samhälle är San José Acateno, 15,0 km söder om Cerro Blanco. Omgivningarna runt Cerro Blanco är en mosaik av jordbruksmark och naturlig växtlighet.